# Canthigaster pygmaea
Canthigaster pygmaea, tên thông thường là cá nóc lùn, là một loài cá biển thuộc chi Canthigaster trong họ Cá nóc. Loài này được mô tả lần đầu tiên vào năm 1977.

## Phân bố và môi trường sống
C. pygmaea có phạm vi phân bố ở vùng biển Tây Bắc Ấn Độ Dương. Loài này chỉ được tìm thấy tại Biển Đỏ. C. pygmaea được thu thập xung quanh các rạn san hô ở độ sâu khoảng 30 m trở lại.

## Mô tả
C. pygmaea trưởng thành có kích thước tối đa được ghi nhận là khoảng 5,6 cm. Cơ thể của C. pygmaea có màu nâu xám (vùng bụng sáng màu hơn) với nhiều đốm màu xanh lam phủ khắp cơ thể. Có một đốm màu nâu sẫm lớn nổi bật trên gốc vây lưng. Mắt có một vòng màu nâu đậm bao quanh. Mõm và má có các vân sọc màu xanh lam.
Số gai ở vây lưng: 0; Số tia vây mềm ở vây lưng: 8 - 10; Số gai ở vây hậu môn: 0; Số tia vây mềm ở vây hậu môn: 9 - 10; Số tia vây mềm ở vây ngực: 14 - 16.
Cũng như những loài cá nóc khác, C. pygmaea có khả năng sản xuất và tích lũy các độc tố như tetrodotoxin và saxitoxin trong da, tuyến sinh dục và gan. Mức độ độc tính khác nhau tùy theo từng loài, và cũng phụ thuộc vào khu vực địa lý và mùa.
Thức ăn của C. pygmaea rất đa dạng, bao gồm rong tảo, các loài động vật giáp xác và động vật thân mềm. C. pygmaea được đánh bắt nhằm mục đích thương mại cá cảnh.